# HD200739
HD200739 — хімічно пекулярна зоря спектрального класу A1, що має видиму зоряну величину в смузі V приблизно 8,0.
Вона  розташована на відстані близько 718,4 світлових років від Сонця.